# Sarazino
Sarazino es un grupo de reggae afrolatino que fusiona el reggae con hip hop, cumbia y otros ritmos y melodías africanas y latinoamericanas.

## Historia
Sarazino nació en Montreal (Canadá) en 1995, del encuentro de los músicos Lamine Fellah y Walid Nahas. Después de dos años de trabajo, en 1997, sale el primer disco de Sarazino en francés, Et Puis Voila, con la discográfica CAMUNDO DISQUES, producido por Jeremy Arrobas (Men Without Hats ), el mismo que refleja un marcado mestizaje cultural, con la fusión de diferentes influencias como las africanas, argelinas y francesas, producto de la trayectoria artística y de vida de Sarazino. 
Este trabajo implicó además la grabación del primer sencillo "Cochabamba", que salió en Francia en 1999 con la discográfica SEMPRE/BMG. En su deseo de continuar viajando y conociendo la cultura musical de otros lugares del mundo, Lamine Fellah tomó la decisión de grabar un disco con influencia latinoamericana y en español, razón por la cual se radicó en Ecuador, donde Sarazino grabó su segundo disco titulado Un Mundo Babilon con la discográfica MTM – Ecuador, en el año 2003. En él participaron Blanquito Man de King Changó (Venezuela) y Los Pericos (Argentina).
Actualmente Sarazino se encuentra preparando su nuevo material, con letras de Isidro García, esta producción será una innovadora propuesta a nivel de reggae, con la fusión y mezcla de ritmos e influencias africanas y latinoamericanas.

## Discografía

### Álbumes
- Et Puis Voila - 1997 -
- Un Mundo Babilon - 2003 -
- Ya Foy! - 2009 -
- Everyday Salama - 2012 -

### Singles
- Cochabamba - 1999 -